# Station Podlesiec
Station Podlesiec is een spoorwegstation in de Poolse plaats Podlesiec.